# Kugong Island
Kugong Island ist eine unbewohnte Insel der Belcher Islands in der Hudson Bay.
Sie ist mit 321 km² nach Flaherty Island und Tukarak Island die drittgrößte Insel der Inselgruppe.
Kugong Island liegt westlich der Hauptinsel Flaherty Island und wird von dieser durch den Churchill Sound getrennt.
Politisch gehört Kugong Island zur Qikiqtaaluk-Region des kanadischen Territoriums Nunavut.

## Fauna
Polarhasen sind auf der Insel verbreitet.